# Gwang-jang
Pour plus de détails, voir Fiche technique et Distribution.
Gwang-jang est un film d'animation sud-coréen réalisé par Kim Bo-sol et sorti en 2025,.

## Fiche technique
Sauf indication contraire, les informations mentionnées dans cette section peuvent être confirmées par les bases de données cinématographiques IMDb et Allociné,  présentes dans la section « Liens externes ».
- Titre original : Gwang-jang
- Réalisation : Kim Bo-sol
- Scénario :
- Musique :
- Décors :
- Animation :
- Photographie :
- Son :
- Montage :
- Production : Park So-hye
- Société de production : The Korean Academy of Film Arts
- Société de distribution : M-Line Distribution
- Budget :
- Pays de production :  Corée du Sud
- Langue originale : coréen
- Format :
- Genre : Animation
- Durée : 73 minutes
- Dates de sortie :
  - France : 10 juin 2025 (Annecy)

## Distinction
- Festival international du film d'animation d'Annecy 2025 : Prix du jury Contrechamp